# 사사키 아사히
사사키 아사히(일본어: 佐々木 旭, 2000년 1월 26일 ~ )는 일본의 축구 선수로 포지션은 왼쪽 풀백이며 현재 J1리그 가와사키 프론탈레 소속이다.

## 구단 경력
그는 2022년 J1리그의 가와사키 프론탈레에 입단했다. 2022년 J1리그 준우승, 2023년 천황배 우승을 차지했다. 2025년에 AFC 챔피언스리그 엘리트 준우승.